# Mjövik
Mjövik is een plaats in de gemeente Karlskrona in het landschap Blekinge en de provincie Blekinge län in Zweden. De plaats heeft 59 inwoners (2005) en een oppervlakte van 9 hectare.